# Фаддей (Успенський)
Архієпископ Фадде́й, Тадей Успенський (в миру Іва́н Васи́льович Успе́нський; *12 листопада 1872, село Наруксово, Лукоянівський повіт, Нижньогородська губернія, Російська імперія — †31 грудня 1937, Калінін) — російський релігійний діяч в Україні, вікарний єпископ Володимир-Волинський РПЦ, архієпископ Тверський (Калінінський) і Кашинський РПЦ. 
Жертва сталінського терору. Оголошений святим згідно з ухвалою синоду Московської патріархії 1997. 

## Біографія
Народився 12 листопада 1872 в сім'ї священика синодальної РПЦ на території Ерзянської землі. Названий Іваном на честь преподобного Іоанна Дамаскіна. Навчався у Нижегородській духовній семінарії та Московській духовній академії РПЦ. Вже у студентські роки виділявся серед однолітків аскетичним способом життя. По завершенні навчання, у віці 25 років, прийняв монаший постриг та священицьку хіротонію. В чернецтві був найменований на честь апостола від сімдесяти Фадея. 
У 1908-1916 вікарний єпископ Володимир-Волинський, через короткий проміжок часу 1917 року повертається на ту ж кафедру, проживає у Житомирі, контактує з владою УНР. У російській традиції наголошується на якійсь особливій українофобії церковного діяча, проте це не підтверджено документами. Владика Фаддей 1919 дав початок розділенню Волинської єпархії на польську та більшовицьку частину. 1922 заарештований російськими комуністами та виселений до Харкова. У подальшому депортований з України, ніс служіння в зонах окупації більшовиків, на Астраханській, Саратовській та Тверській кафедрах РПЦ. 1937 року викрадений з оселі загоном НКВД СССР, після кількамісячних тортур у камері вбитий. 
26 жовтня 1993 знайдені мощі священномученика Фаддея, котрі нині перебувають у Вознесенському соборі міста Тверь (Росія). 1997 архієрейський собор РПЦ зарахував архієпископа Фадея (Успенського) до святих цієї церкви.

## Галерея

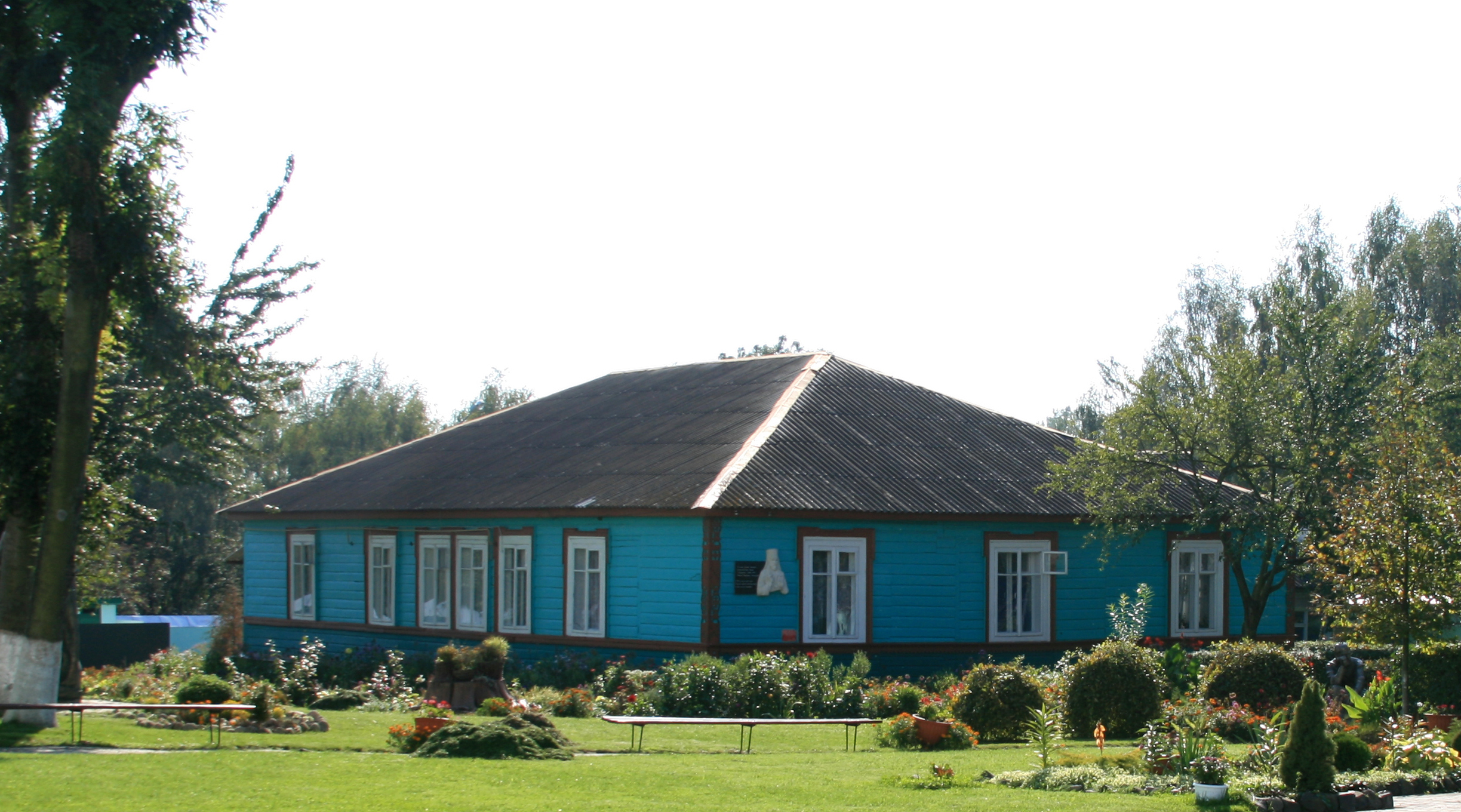
Єпархіальний будинок у Володимирі, в якому жив єпископ Фаддей (Успенський); на будівлі встановлена меморіальна дошка в пам'ять про це
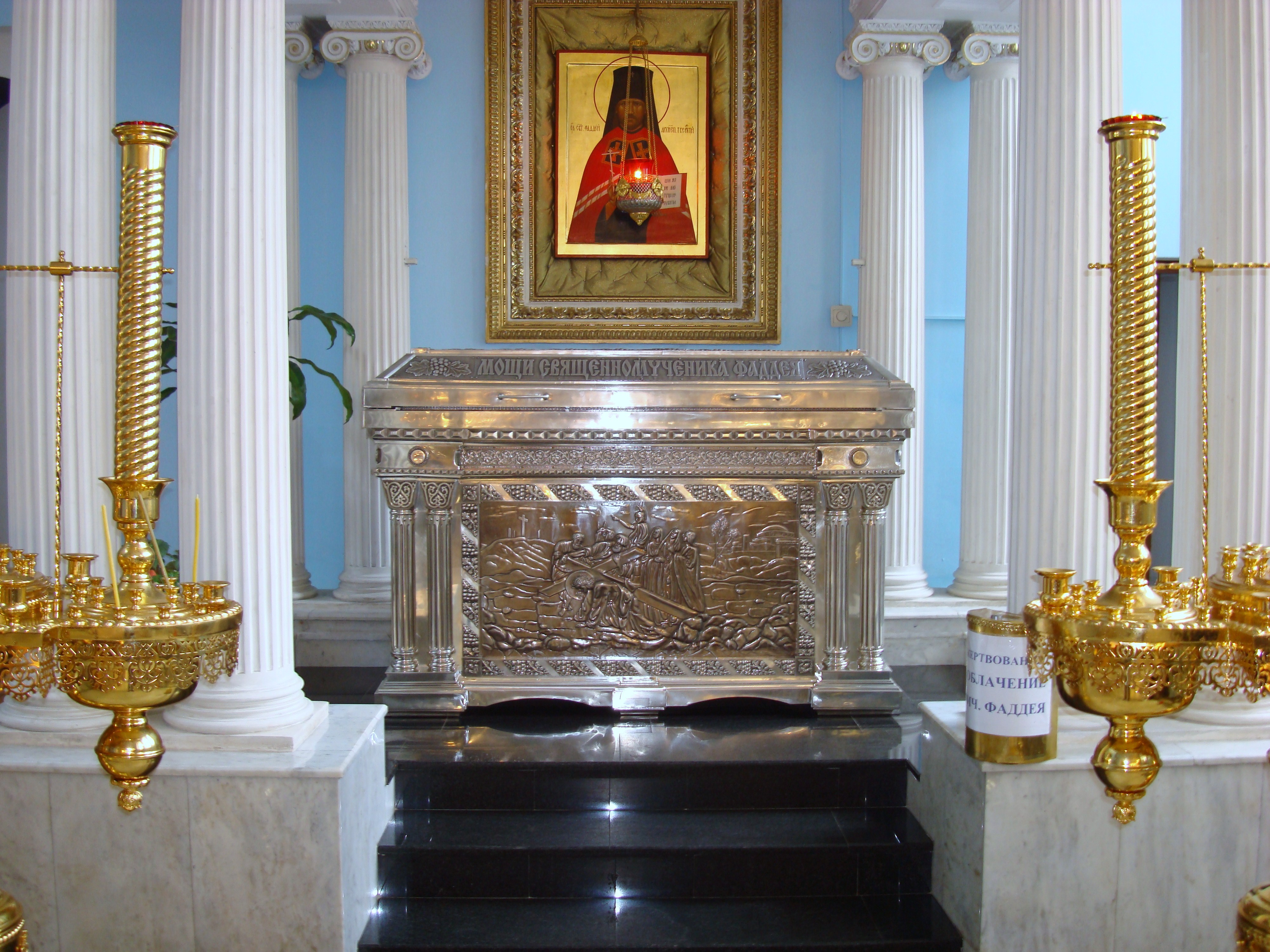
Рака з мощами священномученика Фаддея в Вознесенському соборі Твері